# (25800) Glukhovsky
(25800) Glukhovsky est un astéroïde de la ceinture principale d'astéroïdes.

## Description
(25800) Glukhovsky est un astéroïde de la ceinture principale d'astéroïdes. Il fut découvert par le programme LINEAR de l'observatoire Lincoln le 4 février 2000 à Socorro. Il présente une orbite caractérisée par un demi-grand axe de 3,98 UA, une excentricité de 0,125 et une inclinaison de 2,419° par rapport à l'écliptique.
Il fut nommé en l'honneur de Lisa Doreen Glukhovsky (née en 1986), lauréate d'un concours.

## Compléments